# Подолски рок фестивал
Подолският рок фестивал (на руски: Подольский рок-фестиваль), официално Фестивал на самодейните рок групи „Подолск-87“ (Фестиваль самодеятельных рок групп „Подольск-87“), е фестивал на руския рок, състоял се в Подолск, Московска област от 11 до 13 септември 1987 година.
Според музикалния наблюдател Сева Новгородцев фестивалът в Подолск става определящо събитие за историята на руския рок. Наричано е Съветски Удсток. На фестивала присъстват 40 хил. зрители.
Организатори на фестивала са председателят на Подолския рок клуб Пьотър Колупаев (Пётр Колупаев), директорът на Зеления театър на Подолския градски парк „Талалихин“ Марк Рудинщейн (казвал по-късно, че Подолският рок фестивал е най-доброто, което е направил в живота си), както и Сергей Гурев и Наталия Комарова.
По спомените на организаторите фестивалът в последния момент е забранен. Колупаев обаче успява да вземе разрешение за провеждането му чрез телефонен разговор с Нина Жукова - заместник-министърка на културата на РСФСР, представяйки мероприятието за „конкурс на заводската самодейност“.
За поддържане на реда за времето на провеждане на фестивала спешно е извикана дивизията „Дзержински“ на вътрешните войски на СССР.